# Gésio Amadeu
Gésio Amadeu (* 14. Juni 1947 in Conçeicão do Formoso, Bundesstaat Minas Gerais, Brasilien; † 5. August 2020, in São Paulo, Brasilien) war ein afrobrasilianischer Schauspieler. 

## Wirken
Amadeu unterzeichnete mit 22 Jahren seinen ersten Fernsehvertrag. Auch spielte er in zahlreichen Serien mit, so in der weltbekannten, auch in Deutschland gezeigten Serie „Sinha Moça“. 
Er war verheiratet und Vater von drei Kindern. Im Juli 2020 wurde er mit Symptomen von COVID-19 ins Krankenhaus eingeliefert, an deren Folgen er dann auch am 5. August 2020 verstarb.

## Filmografie (Auswahl)
- 1968: Beto Rockfeller (Fernsehserie, 1 Folge)
- 1970: A moreninha
- 1972: Longo caminho da morte
- 1975: Vila do Arco (Fernsehserie)
- 1981: Ohne Schlips und Kragen (Eles Não Usam Black-Tie)
- 1983: O Medium
- 1986: Sinha Moça (Fernsehserie)
- 1991: Floradas na Serra (Fernsehserie)
- 2005: As Vidas de Maria
- 2007: Sítio do Picapau Amarelo (Fernsehserie)
- 2008: Faça Sua História (Fernsehserie)
- 2009: Paraíso (Fernsehserie)
- 2010–2011: Araguaia (Fernsehserie)
- 2016: Velho Chico (Fernsehserie)